# آلن دیاس (بازیکن فوتبال برزیلی)
آلن دیاس (انگلیسی: Allan Dias؛ زادهٔ ۱۹ اکتبر ۱۹۸۸) بازیکن فوتبال اهل برزیل است.
از باشگاه‌هایی که در آن بازی کرده‌است می‌توان به باشگاه فوتبال سائو پائولو اشاره کرد.